# Сант'Ањело (Пескара)
Сант'Ањело (итал. Sant'Agnello) је насеље у Италији у округу Пескара, региону Абруцо.
Према процени из 2011. у насељу је живело 84 становника. Насеље се налази на надморској висини од 194 м.